# Paraphylax nigriceps
Paraphylax nigriceps är en stekelart som först beskrevs av William Harris Ashmead 1905.  Paraphylax nigriceps ingår i släktet Paraphylax och familjen brokparasitsteklar. Inga underarter finns listade i Catalogue of Life.